# Resolutie 1230 Veiligheidsraad Verenigde Naties
Resolutie 1230 van de Veiligheidsraad van de Verenigde Naties werd unaniem door de
VN-Veiligheidsraad aangenomen op 26 februari 1999 en verlengde de vredesmacht in de Centraal-Afrikaanse Republiek.

## Achtergrond
De periode na de onafhankelijkheid van de Centraal-Afrikaanse Republiek werd gekenmerkt door opeenvolgende staatsgrepen. Begin jaren 1990 werd een meerpartijensysteem gecreëerd en volgden verkiezingen. Eén en ander verliep onregelmatig en de spanningen in het land liepen op. De ongelijke behandeling van officieren leidde in 1996-1997 tot muiterij in het leger. Een slecht bestuur en economische problemen destabiliseerden het land. Er werd een Afrikaanse vredesmacht gestationeerd die in 1998 werd afgelost door een VN-vredesmacht, die in 2000 weer vertrok.

## Inhoud

### Waarnemingen
Op 22 november en 13 december werden vrije en eerlijke parlementsverkiezingen gehouden in de
Centraal-Afrikaanse Republiek. Nu moesten snel de nodige wetten aangenomen worden om het leger van
het land te hervormen. De veilige en stabiele omgeving moest worden behouden voor het economisch herstel en
voor de presidentsverkiezingen.

### Handelingen
Het mandaat van MINURCA werd verlengd tot 15 november. De Veiligheidsraad plande het personeel
van die vredesmissie vanaf 15 dagen na de presidentsverkiezingen te beginnen afbouwen en de missie tegen
15 november te beëindigen.
Alle partijen in de Centraal-Afrikaanse Republiek werden opgeroepen uit de politieke impasse te geraken.
De overheid werd opgeroepen zo snel mogelijk een verkiezingscommissie aan te stellen om presidentsverkiezingen
te organiseren. MINURCA werd geautoriseerd die te ondersteunen. De missie werd verder geautoriseerd om toe te
zien op de vernietiging van in beslag genomen wapens.
De overheid van de Centraal-Afrikaanse Republiek werd verder gevraagd zich niet te mengen in buitenlandse
conflicten. Haar belangrijkste taken waren economisch herstel en heropbouw.
De secretaris-generaal werd gevraagd te bekijken welke rol de
VN konden spelen na de MINURCA-vredesmissie.

## Verwante resoluties
- Resolutie 1182 Veiligheidsraad Verenigde Naties (1998)
- Resolutie 1201 Veiligheidsraad Verenigde Naties (1998)
- Resolutie 1271 Veiligheidsraad Verenigde Naties
- Resolutie 1778 Veiligheidsraad Verenigde Naties (2007)

Lijst ·  1220 ·  1221 ·  1222 ·  1223 ·  1224 ·  1225 ·  1226 ·  1227 ·  1228 ·  1229 ·  1230 ·  1231 ·  1232 ·  1233 ·  1234 ·  1235 ·  1236 ·  1237 ·  1238 ·  1239 ·  1240 ·  1241 ·  1242 ·  1243 ·  1244 ·  1245 ·  1246 ·  1247 ·  1248 ·  1249 ·  1250 ·  1251 ·  1252 ·  1253 ·  1254 ·  1255 ·  1256 ·  1257 ·  1258 ·  1259 ·  1260 ·  1261 ·  1262 ·  1263 ·  1264 ·  1265 ·  1266 ·  1267 ·  1268 ·  1269 ·  1270 ·  1271 ·  1272 ·  1273 ·  1274 ·  1275 ·  1276 ·  1277 ·  1278 ·  1279 ·  1280 ·  1281 ·  1282 ·  1283 ·  1284